# Homeworld
Pour le jeu initial, voir Homeworld (jeu vidéo).
Homeworld est une série de jeux vidéo.

## Liste des jeux
- Homeworld (1999) : Jeu de stratégie en temps réel de Relic Entertainment.
- Homeworld: Cataclysm (2000) : Jeu de stratégie en temps réel de Relic Entertainment.
- Homeworld 2 (2003) : Jeu de stratégie en temps réel de Relic Entertainment
- Homeworld Remastered Collection (2015) : Jeu de stratégie en temps réel de Gearbox Software. Cette compilation comprend Homeworld et Homeworld 2 avec de nombreux ajouts.
- Homeworld: Deserts of Kharak (2016)
- Homeworld 3 (2024)